# Phymaturus rahuensis
Phymaturus rahuensis — вид ігуаноподібних ящірок родини Liolaemidae. Ендемік Аргентини.

## Поширення і екологія
Phymaturus rahuensis відомі з типової місцевості, розташованої в департаменті Катан-Ліль в аргентинській провінції Неукен, на висоті 1127 м над рівнем моря.